# Oktiszi
Oktiszi (macedónul: Октиси) település Észak-Macedóniában, a Délnyugati körzetben, Sztruga községben.

## Népesség
| Lakosok száma | 1596 | 1736 | 1965 | 2278 | 2692 | 3133 | 2806 | 2479 | 1925 |
|               | 1948 | 1953 | 1961 | 1971 | 1981 | 1991 | 1994 | 2002 | 2021 |

2002-ben 2479 lakosa volt, akik közül 1071 török, 955 macedón, 346 albán, 15 bosnyák, 1 cigány, 1 szerb és 91 egyéb.